# آنری اولگار
آنری اولگار (فرانسوی: Henri Holgard‎؛ ۱۸۸۴ – ۱۹۲۷) بازیکن فوتبال اهل فرانسه بود.
از باشگاه‌هایی که در آن بازی کرده‌است می‌توان به باشگاه فوتبال آمیان اشاره کرد.
وی همچنین در تیم ملی فوتبال فرانسه بازی کرده‌است.